# Ласаль
Ласа́ль (фр. Lassales, окс. Eras Salas) — коммуна во Франции, находится в регионе Юг — Пиренеи. Департамент — Верхние Пиренеи. Входит в состав кантона Кастельно-Маньоак. Округ коммуны — Тарб.
Код INSEE коммуны — 65266.

## География

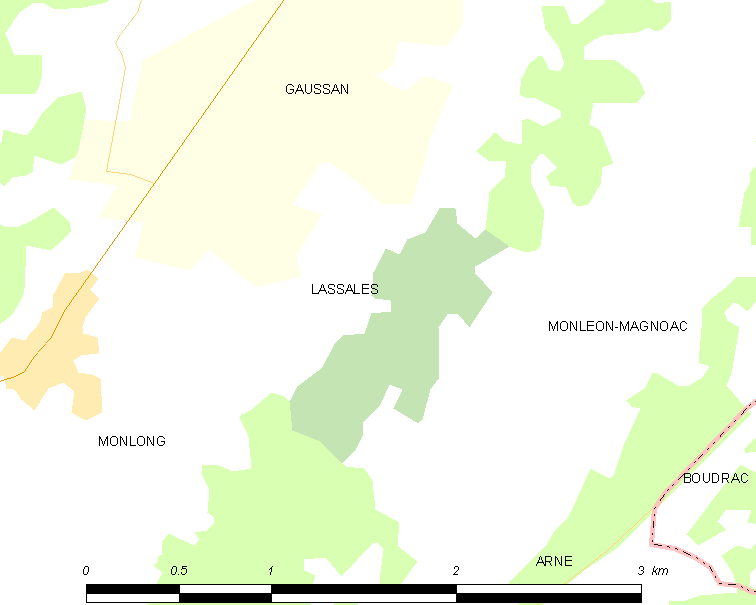
Карта коммуны

Коммуна расположена приблизительно в 650 км к югу от Парижа, в 90 км юго-западнее Тулузы, в 34 км к востоку от Тарба.
По территории коммуны протекает река Жер.

## Климат
Климат умеренно-океанический с солнечной тёплой погодой и обильными осадками на протяжении практически всего года.

## Население
Население коммуны на 2010 год составляло 23 человека.
| 1962 | 1968 | 1975 | 1982 | 1990 | 1999 | 2010 |
| ---- | ---- | ---- | ---- | ---- | ---- | ---- |
| 61   | 53   | 44   | 52   | 33   | 38   | 23   |

## Администрация
| Период | Период | Фамилия       | Партия | Примечания |
| ------ | ------ | ------------- | ------ | ---------- |
| 2001   | 2014   | Мишель Бланко |        |            |
| 2014   | 2020   | Мишель Моль   |        |            |

## Экономика
В 2010 году среди 14 человек трудоспособного возраста (15-64 лет) 9 были экономически активными, 5 — неактивными (показатель активности — 64,3 %, в 1999 году было 71,4 %). Из 9 активных жителей работали 9 человек (5 мужчин и 4 женщины), безработных не было. Среди 5 неактивных 0 человек были учениками или студентами, 1 — пенсионером, 4 были неактивными по другим причинам.